# Mure, Raška
Mure (izvirno srbsko Муре) je naselje v Srbiji, ki upravno spada pod Občino Raška; slednja pa je del Raškega upravnega okraja.

## Demografija
V naselju živi 122 polnoletnih prebivalcev, pri čemer je njihova povprečna starost 43,1 let (43,4 pri moških in 42,8 pri ženskah). Naselje ima 47 gospodinjstev, pri čemer je povprečno število članov na gospodinjstvo 3,15.
To naselje je, glede na rezultate popisa iz leta 2002, večinoma srbsko, a v času zadnjih treh popisov je opazno zmanjšanje števila prebivalcev.
|  |

| Demografija | Demografija     | Demografija     |
| Leto        | Št. prebivalcev | Št. prebivalcev |
| ----------- | --------------- | --------------- |
|             |                 |                 |
|             |                 |                 |
|             |                 |                 |
|             |                 |                 |
| 1948        | 189             |                 |
| 1953        | 187             |                 |
| 1961        | 200             |                 |
| 1971        | 203             |                 |
| 1981        | 189             |                 |
| 1991        | 173             | 173             |
| 2002        | 148             | 148             |
|             |                 |                 |

| Etnična sestava po popisu iz leta 2002 | Etnična sestava po popisu iz leta 2002 | Etnična sestava po popisu iz leta 2002 | Etnična sestava po popisu iz leta 2002 | Etnična sestava po popisu iz leta 2002 |
| -------------------------------------- | -------------------------------------- | -------------------------------------- | -------------------------------------- | -------------------------------------- |
| Srbi                                   | Srbi                                   |                                        | 144                                    | 97,29%                                 |
| Jugoslovani                            | Jugoslovani                            |                                        | 2                                      | 1,35%                                  |
| Neznano                                | Neznano                                |                                        | 1                                      | 0,67%                                  |